# Pierre Van der Cruisse de Waziers
Pierre Van der Cruisse de Waziers (1868-1933) est un noble français des XIXe et XXe siècles. Membre de la famille Van der Cruisse de Waziers, famille subsistante de la noblesse française, fils de Louis Van der Cruisse de Waziers, il adhère à une association royaliste pendant sa jeunesse. Il montre son patriotisme pendant la Première Guerre mondiale en s'engageant à 46 ans alors qu'il relevait des services auxiliaires en raison d'un problème physique. Ses fils le suivent dans cette voie : trois sont élèves de l'École spéciale militaire de Saint-Cyr  et obtiennent la Légion d'honneur pour faits militaires. Pierre succède à son père en tant que maire de Lignières-en-Vimeu.

## Origine Familiale
La famille Van der Cruisse de Waziers est une ancienne famille originaire de Belgique dont une branche s'installe à Lille au XVIIe siècle. Selon l'historien belge Félix-Victor Goethals, les Van der Cruisse sont une branche d'une famille Van den Cruyce (De la Croix) implantée au XVIe siècle à Anvers, où plusieurs membres deviennent échevins, puis bourgmestres de la ville. Ils sont anoblis fin XVIe - début XVIIe siècle. Ils adoptent le protestantisme au XVIe siècle.
Au début du XVIIe siècle, un Van den Cruyce bourgmestre à Menin transforme son nom en Van den Cruisse, puis ses successeurs le feront évoluer en Van der Cruisse, orthographe adoptée par ceux établis en France. Ce bourgmestre se convertit à la religion catholique, qui restera la religion de la famille.
Arrivés en France, ils s'intègrent rapidement aux notabilités lilloises, acquièrent le statut de bourgeois, font partie des dirigeants de la ville : échevins, bourgmestre...
Au XVIIIe siècle, un descendant achète la seigneurie de Waziers, dont le nom va progressivement intégrer le nom de famille. Son neveu hérite de ses biens et bénéficie du statut de noble en 1741, du fait de l'emploi de conseiller secrétaire du roi.
Pierre Van der Cruisse de Waziers, fils de Louis, est le deuxième comte de Waziers.

## Biographie
Pierre (Pierre-Michel-Joseph) Van der Cruisse de Waziers, (1868-1933), nait à Lille le 4 mars 1868. Il est le deuxième comte de Waziers, succédant à son père. Il est le fils de Louis Van der Cruisse de Waziers et de Léontine du Passage.
Dans sa jeunesse, Pierre adhère à l'Œillet blanc, association royaliste, œuvrant pour maintenir le souvenir du roi Louis XVI et voulant favoriser le retour de la monarchie dans le pays,.
Il fait des études de droit.
Pierre Van der Cruisse de Waziers passe le conseil de révision à l'âge de 20 ans, comme tous les Français de l'époque.
Le registre matricule du recrutement précise qu'à 20 ans, il mesure 1,79 m et réside à Lignières-en-Vimeu. Il est placé dans les services auxiliaires en raison d'une hernie (hernie inguinale) à droite et n'effectue donc pas de service militaire.
Le dit registre matricule rend compte qu'il est condamné le 11 novembre 1903 à une amende de 16 francs pour « rébellion », par le tribunal des Sables-d'Olonne, sans autre précision.
En 1909, il est chevalier d'honneur et de dévotion de l'ordre souverain de Malte.
Classé dans les services auxiliaires, il devient réserviste au fil du temps et aurait dû être libéré du service militaire le 1er novembre 1914, à l'âge de 46 ans.
Au déclenchement de la Première Guerre mondiale, il se présente à la mairie d'Amiens le 27 août 1914 pour s'engager.
Sur proposition de la commission de réforme d'Amiens et décision du général commandant la subdivision, il est classé en service armé et rejoint le 115e régiment de cuirassiers. Il arrive au corps le 29 août 1914 en tant que soldat de deuxième classe. Il devient brigadier le 21 janvier 1915 et passe maréchal des logis (sergent) le 10 mars 1916. Il passe au 23e régiment de dragons au détachement d'escorte du quartier général le 16 septembre 1917 (il a 49 ans). Il est libéré définitivement du service militaire le 30 novembre 1918, est envoyé en congé illimité le 11 janvier 1919 et va résider à Paris.
Néanmoins, il succède à son père en tant que maire de Lignières, de 1900 à 1925. Sa profession déclarée est exploitant agricole.
Il meurt en 1933 à environ 64 ans.

## Mariage et descendance
Pierre Van der Cruisse de Waziers prend pour femme à Versailles le 28 avril 1898 Françoise (Donatienne-Françoise-Joséphine) de Sesmaisons  (1877-1952) (famille de Sesmaisons), fille de Florian-Jean-Louis-Marie, comte de Sesmaisons, général de brigade, officier de la Légion d'honneur, et de Marie-Jeanne-Marguerite Prévost-Sansac de Touchimbert. La signature du contrat de mariage donne lieu à une réception organisée par les parents de l'épouse. Au cours de celle-ci, les fiancés reçoivent les cadeaux de mariage, de valeur visiblement très inégale, des différents invités, parmi lesquels figurent en majorité des familles de la noblesse française. La mariée nait à Saumur le 11 mars 1877 et meurt le 4 septembre 1952 à Senarpont à l'âge de 75 ans.
Le couple a huit enfants dont trois deviennent élèves de l'École spéciale militaire de Saint-Cyr et chevaliers de la Légion d'honneur. Parmi eux, deux sont morts pour la France, François (François-Louis-Marie) (1900-1926), tué en Syrie,,, Humbert (Humbert-Xavier (Pierre-Marie) (1918-1944), tué au Bourget en 1944 au lendemain de la Libération de Paris. Le troisième, Arnould (Arnould-Pierre-Marie-Raphaël) (1916-1995), obtient la Croix de guerre 1939-1945.

## Armes
Les armes de la famille se blasonnent ainsi : D'azur à la croix ancrée et alaisée d'argent, accompagnée en chef de deux étoiles à cinq rais de même.
alias : D'azur à la croix alaisée d'argent au chef cousu chargé de deux étoiles de même.
alias : D'azur à deux étoiles d'argent posées en chef, accompagnées en pointe d'une croix pattée du même.
alias : D'azur à la croix pattée, surmontée de deux étoiles, le tout d'argent.